# 約翰·F·魯索
約翰·F·魯索（英語：John F. Russo；1933年7月11日—2017年8月12日），是美國的民主黨政治人物，前新泽西州参议院議員及議長。

## 生平
魯索於阿斯伯里帕克出生，在湯姆斯河河畔居住。1955年，他在聖母大學畢業，又在1958年獲得哥伦比亚大学法律學位。之後他擔任海洋縣助理檢察官九年，到1973年當選為州参议院議員
在州参议院，他是撥款聯合委員會及稅務改革特別小組委員會的委員，亦曾出任能源農業及自然資源委員會與司法委員會的主席。1982年，他編寫了一項恢復新澤西州死刑的法案；到1986年至1990年間，魯索成為州参议院議長。
1985年他曾競逐獲得民主黨參選新澤西州州長的提名，但僅敗於彼得·沙皮羅排名第二，而沙皮羅在大選中又被托馬斯·基恩擊敗。
自參議院退休後，魯索是普林斯頓公共事務組的合夥人，2007年當一項廢除新澤西州死刑的法案提出時，他擔任死刑研究委員會委員並否決這項法案。2017年8月12日，他因食道癌逝世，享壽84歲。